# Camargo (Illinois)
Camargo és una població dels Estats Units a l'estat d'Illinois. Segons el cens del tenia 469 habitants.

## Demografia
Segons el cens del 2000, Camargo tenia 469 habitants, 187 habitatges, i 134 famílies. La densitat de població era de 143,7 habitants/km².
Dels 187 habitatges en un 31,6% hi vivien nens de menys de 18 anys, en un 61% hi vivien parelles casades, en un 7,5% dones solteres, i en un 28,3% no eren unitats familiars. En el 24,1% dels habitatges hi vivien persones soles l'11,8% de les quals corresponia a persones de 65 anys o més que vivien soles. El nombre mitjà de persones vivint en cada habitatge era de 2,51 i el nombre mitjà de persones que vivien en cada família era de 3,01.
Per edats la població es repartia de la següent manera: un 26% tenia menys de 18 anys, un 7,2% entre 18 i 24, un 26,7% entre 25 i 44, un 25,2% de 45 a 60 i un 14,9% 65 anys o més.
L'edat mediana era de 39 anys. Per cada 100 dones de 18 o més anys hi havia 101,7 homes.
La renda mediana per habitatge era de 39.844 $ i la renda mediana per família de 49.375 $. Els homes tenien una renda mediana de 37.500 $ mentre que les dones 21.477 $. La renda per capita de la població era de 18.369 $. Aproximadament el 5,3% de les famílies i el 6,9% de la població estaven per davall del llindar de pobresa.

## Poblacions més properes
El següent diagrama mostra les poblacions més properes.